# دوست‌دخترها (فیلم)
دوست‌دخترها (انگلیسی: Girlfriends) فیلمی در ژانر کمدی-درام است که در سال ۱۹۷۸ منتشر شد. از بازیگران آن می‌توان به ملانی مایرون، باب بالابان، کریستوفر گست، جین اندرسن و ویوسا لیندفورش اشاره کرد.